# Goera tenuis
Goera tenuis là một loài trong họ Goeridae.
Chúng phân bố ở miền Ấn Độ - Mã Lai.